# Rivière Moreau (Guadeloupe)
Pour les articles homonymes, voir Moreau et Rivière Moreau.
La rivière Moreau est un cours d'eau de Basse-Terre en Guadeloupe prenant sa source dans le parc national de la Guadeloupe et se jetant dans la Petite Rivière à Goyave. Ses eaux alimentent par ailleurs le barrage de Moreau, une importante retenue d'eau artificielle pour la partie sud-est de l'île, construite entre 2015 et 2021.

## Géographie

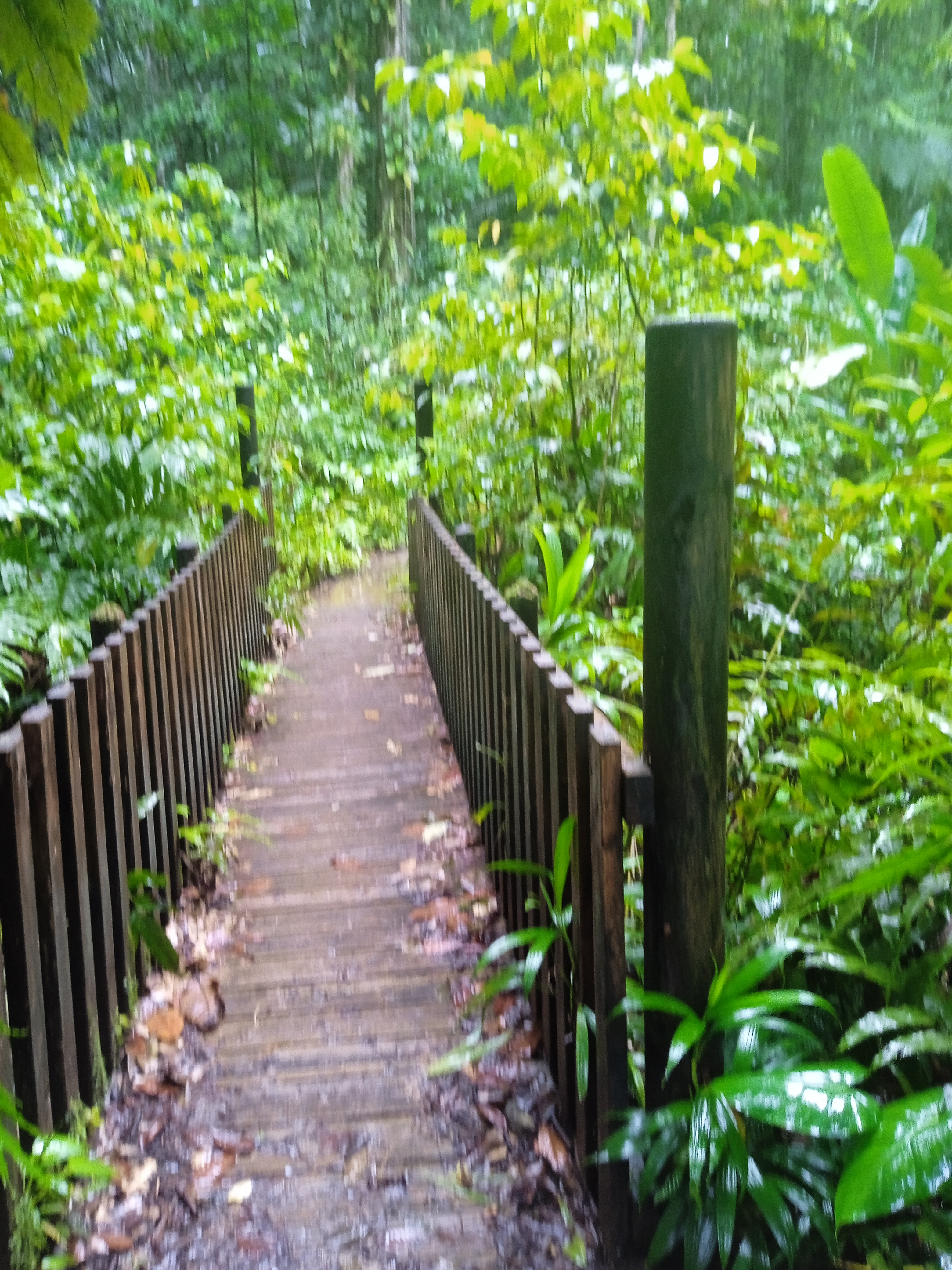
Pont en bois de la randonnée menant aux chutes Moreau.

Longue de 10 km, la rivière Moreau prend sa source à environ 700 m d'altitude sur les flancs nord-est de la crête du morne Gourbeyre, sur le territoire de la commune de Goyave où elle s'écoule tout au long de son cours.
Après avoir franchi les chutes Moreau – composées de quatre sauts distincts pour un dénivelé cumulé de plus de 150 mètres –, elle est alimentée par les eaux de la ravine Mangle, de la ravine Racoon et enfin de la ravine Bouteiller pour attendre sa confluence avec la Petite Rivière à Goyave au lieu-dit de Bois-Sec juste au sud du hameau de Moreau dont elle tient son nom.

## Barrage de Moreau
Après la construction d'un premier barrage en remblai dans la partie Sud Basse-Terre avec le barrage de Dumanoir – mis en activité en 2010 à Capesterre-Belle-Eau –, la direction de l'aménagement du territoire a décidé la réalisation dans le secteur d'un second ouvrage identique pour faire face aux problèmes de disponibilité en eau d'irrigation agricole sur la Côte-au-vent en Guadeloupe en période de carême,. Il est également conçu pour prendre éventuelement le relais dans l'alimentation du réseau d'eau potable après passage de ses eaux dans les usines de traitement.
Le projet est déclaré d'utilité publique en 2007 et la pose officielle de la première pierre a lieu en octobre 2015 pour un barrage en remblai de 20 m de hauteur. Les travaux de terrassement de la ravine Zombis dans la zone de Moreau à Goyave ont commencé au printemps 2016 pour réaliser un ouvrage d'une capacité de 950 000 m3, s'étendant sur 9,8 ha (pour 260 m de largeur et 200 m de longueur maximales). Le barrage est alimenté par des captations souterraines d'eau (de manière gravitaire) dans la rivière Moreau voisine, ainsi que de manière marginale par le regime de la ravine Zombis. Les travaux, initialement prévus sur d'une durée de 18 à 24 mois pour une livraison de l'ouvrage à la fin 2017, s'achèvent en 2021 avec une mise en eau effectuée à partir de novembre et une livraison de l'ouvrage en février 2022.
Le coût total des travaux a été de 37 millions d'euros, financés à hauteur de 29,141 M€ par le fonds européen agricole pour le développement rural (FEADER), 6 M€ par la région Guadeloupe et 2 M€ par l'État français.